# Воздвиженський провулок
Воздвиженський прову́лок — провулок у Подільському районі міста Києва, місцевість Поділ. Пролягає від Воздвиженської вулиці до Житнього ринку.

## Історія
Одна з давніх вулиць Подолу. У 1869 році провулок набув назву Воздвиженський, від Хрестовоздвиженської церкви. На деяких картах також був позначений як частина Воздвиженської вулиці.
З 1955 по 2018 роки мав назву провулок Ладо Кецховелі, на честь грузинського революціонера, соратника Йосипа Сталіна Ладо Кецховелі. У 1937–1939 роках назву вулиця Ладо Кецховелі мала також сучасна вулиця Олеся Гончара.
Історичну назву провулка було відновлено в 2018 році.
Пам'яткою архітектури є житловий будинок під № 11.

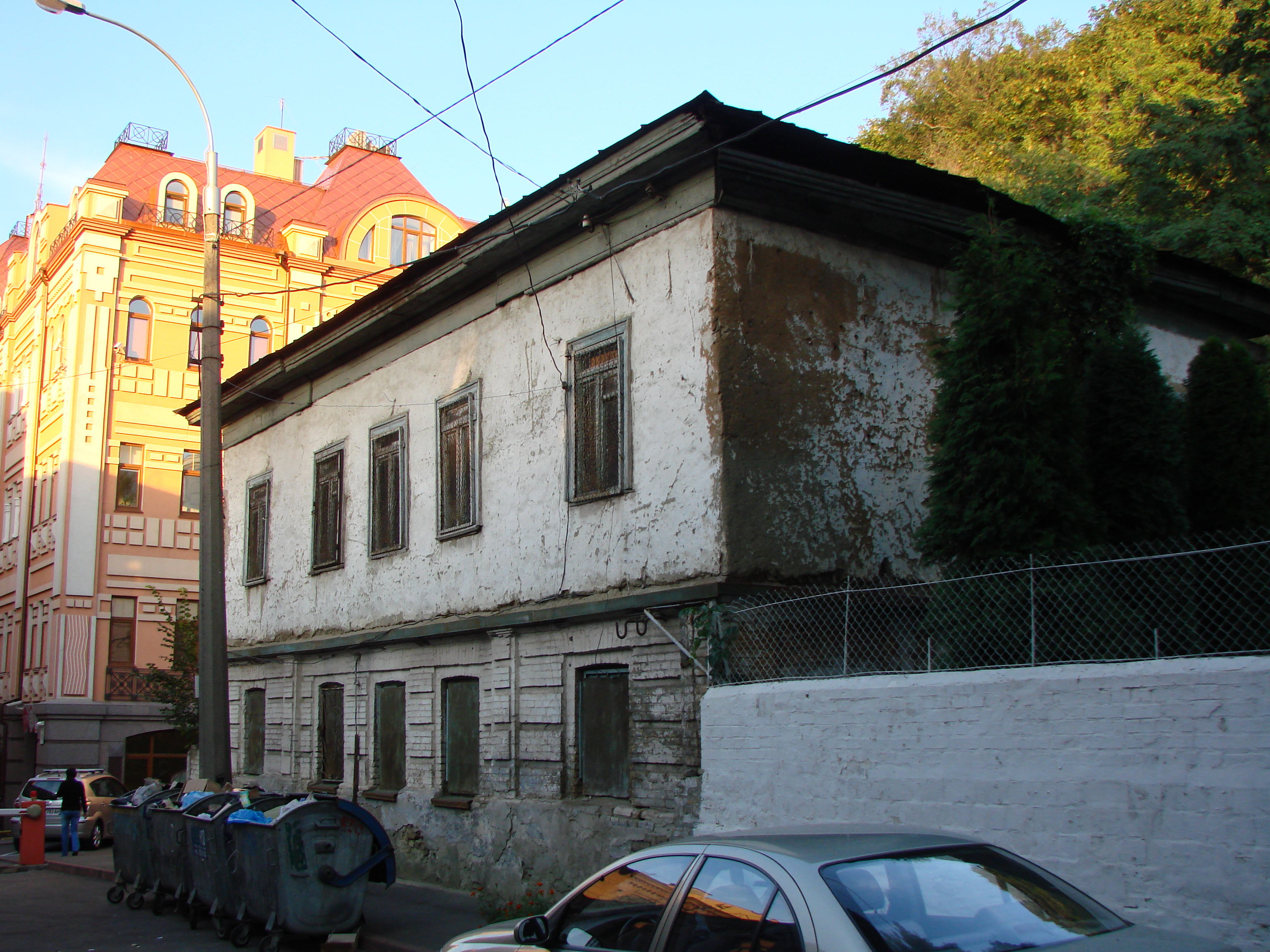
Будинок житловий, пров. Воздвиженський, 11